# Alice Krige
Alice Maud Krige (afrikaans: [ˈkriːχə]), född 28 juni 1954 i Upington i Sydafrika, är en sydafrikansk skådespelare och producent. Hon är bland annat känd för rollen som Borg Queen i Star Trek: First Contact och Star Trek: Voyager. Hennes stora genombrott kom 1981, när hon spelade Gilbert och Sullivans sångare Sybil Gordon i den brittiska historiska filmen Chariots of Fire och Eva Galli/Alma Mobley i den amerikanska övernaturliga skräckfilmen Ghost Story. Hon fick en Laurence Olivier Award för sin medverkan i teateruppsättningen av Arms and the Man (1981) och gick senare med i Royal Shakespeare Company.

## Biografi

### Uppväxt och utbildning
Alice Krige föddes i Upington, Kapprovinsen (nu Norra Kapprovinsen), Sydafrika som dotter och läkaren Louis Krige och Patricia, professor i psykologi. Familjen Kriges flyttade senare till Port Elizabeth, där Alice växte upp i vad hon har beskrivit som en "mycket lycklig familj", med två bröder, varav en blev läkare och den andra professor i kirurgi.
Krige gick på Rhodes University i Grahamstown i Sydafrika med planer på att bli klinisk psykolog. Hon vände sig till skådespeleriet efter att ha gått en skådespelarklass på universitetet, och avslutade sedan en kandidatexamen i konst och en BA Hons-examen i drama, med utmärkelse. Hon reste vidare till London för att gå på Central School of Speech and Drama.

### Karriär
Krige gjorde sin professionella debut som den kvinnliga huvudrollen i den sydafrikanska romantiska dramafilmen Vergeet My Nie från 1976 i regi av Elmo De Witt. Hon flyttade till England 1979, när hon gjorde sin debut på brittisk tv i ett avsnitt av BBC2 Playhouse. Året därpå spelade Krige Lucie Manette i den amerikanska historiska tv-filmen Två städer mot Chris Sarandon. Hon fortsatte med att spela Sybil Gordon i den brittiska historiefilmen Chariots of Fire och Eva Galli/Alma Mobley i Ghost Story, som båda släpptes 1981. Hon fick ett Plays and Players Award, samt ett Laurence Olivier Award för Most Promising Newcomer efter att ha medverkat i en teateruppsättning i West End 1981 av George Bernard Shaws Arms and the Man. Hon gick sedan med i Royal Shakespeare Company och spelade Cordelia i King Lear och i Edward Bonds Lear, Miranda i The Tempest, Bianca i The Taming of the Shrew och Roxanne i Cyrano de Bergerac. Hon medverkade också i pjäser som Thomas Otways Venice Preservated på Almeida Theatre i London och Toyer på Arts Theatre i West End.
Efter sitt stora filmgenombrott fortsatte Krige att spela i ett antal tv-filmer och miniserier. Hon spelade huvudrollen i den tredelade CBS-miniserien Ellis Island 1984 baserad på en roman med samma titel 1983. Hon spelade tillsammans med Richard Chamberlain i tv-filmen Wallenberg: A Hero's Story (1985) och miniserien Dream West (1986). Andra tv-filmer med Krige är Second Serve (1986), Baja Oklahoma (1988), där hon spelar countrysångerskan Patsy Cline, och Max and Helen (1990).
Krige spelade Bathsheba i den episka filmen King David från 1985 mot Richard Gere. Filmen togs inte emot väl av kritikerna och var också ett ekonomiskt misslyckande. Filmen samlade in 5,9 miljoner dollar över hela världen, men dess produktionskostnader var 21 miljoner dollar. 1987 spelade hon tillsammans med Mickey Rourke och Faye Dunaway i den svarta komedifilmen Barfly, som fick positiva recensioner från kritiker. Året därpå spelade hon Mary Shelley i den periodiska dramafilmen Haunted Summer. 1989 spelade Krige den kvinnliga huvudrollen mot Jeff Bridges i den romantiska komedifilmen See You in the Morning.
1992 spelade Krige huvudrollen i skräckfilmen Sömngångare, skriven av Stephen King och regisserad av Mick Garris. Senare samma år gästspelade Krige i ett avsnitt av den populära tonårsdramaserien, Beverly Hills (1992), och spelade en vacker ranchägare som dejtade Luke Perrys rollfigur. Hon medverkade i en film för TV, Judgment Day: The John List Story (1993), Jack Reed: Badge of Honor (1993), Sharpe's Honor (1994), Donor Unknown (1995), Devil's Advocate (1995), Hidden in America (1996), Indefensible: The Truth About Edward Brannigan (1997) och Deep in My Heart (1999). Hon spelade i miniserien Strauss Dynasty från 1991 om Strauss-familjen i Wien, samt Scarlet and Black (1993) och Joseph (1995). Hon mottog en CableACE Award-nominering för sin prestation i antologiserien The Hidden Room 1992. År 1995 spelade hon i den kritikerrosade dramafilmen Institute Benjamenta i regi av Brothers Quay. Hon dök senare upp i Habitat (1997), Twilight of the Ice Nymphs (1998), The Commissioner (1998) och Molokai: The Story of Father Damien (1999).

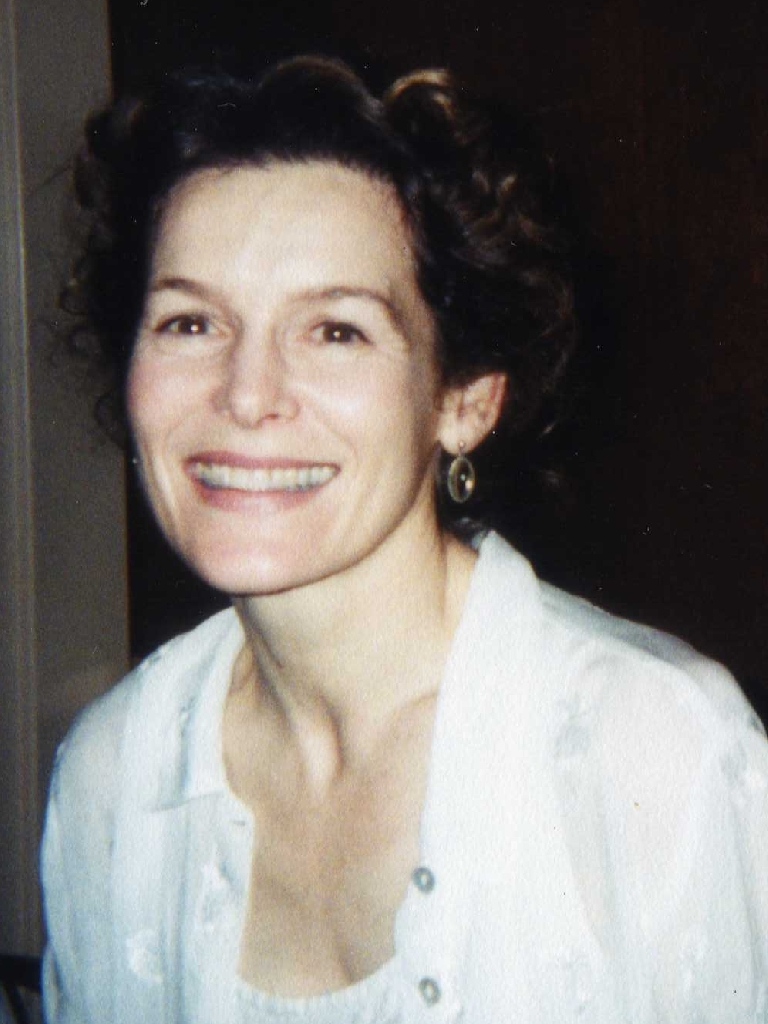
Krige på Star Trek-evenemanget.

1996 spelade Krige huvudrollen i science fiction-filmen Star Trek: First Contact, och spelade rollen som Borgdrottningen, som försöker assimilera jorden i Borg-kollektivet. Hon belönades för bästa kvinnliga biroll vid Saturn Awards 1997 för den rollen. Hon återvände till denna karaktär i Star Trek-spelet Star Trek: Armada II och i Star Trek: Voyager-seriens final Endgame 2001. År 2021 återupptog hon sin roll som Borg-drottningen med rösten till den animerade serien Star Trek: Lower Decks, som 2023 kom att följas av Star Trek: Picard. Karaktären utsågs till den största skurken i Star Treks historia.
År 2000 medverkade Krige i två genrefilmer: skräckkomedin The Little Vampire och den övernaturliga skräckfilmen Calling. Hon medverkade i Reign of Fire (2002), Stay Alive, Lonely Hearts och The Contract (alla släpptes 2006). Även 2006 spelade Krige Christabella, huvudantagonisten i den övernaturliga skräckfilmen Silent Hill. År 2008 spelade hon i den biografiska dramafilmen Skin tillsammans med Sophie Okonedo och Sam Neill och fick positiva recensioner. Filmen behandlar frågorna om hur flickan klassificerades som "färgad" av de sydafrikanska myndigheterna under apartheid, fast hennes föräldrar var vita. 2012 producerade Krige den prisbelönta filmen Jail Caesar, en berättelse om Julius Caesars föga kända tonårstid, filmad i tre fängelser som fortfarande var i bruk, med flera hundra fångar och en ensemble av skådespelare, bland andra Derek Jacobi och John Kani. Jail Caesar skrevs och regisserades av Paul Schoolman. Kriges senare filmer är Solomon Kane (2009), The Sorcerer's Apprentice (2010), Will (2011) och Thor: The Dark World (2013).
Kriges science fiction-karriär har expanderat till TV, med framträdande roller i miniserieanpassningar av Dinotopia (2002) och Frank Herberts Children of Dune (2003). I april 2004 tilldelades Krige en heders Litt.D. examen från Rhodes universitet. Hon spelade Natalie Woods mor i tv-filmen The Mystery of Natalie Wood (2004) och spelade Joan Collins i Dynasty: The Making of a Guilty Pleasure (2005). Hon spelade huvudrollen i BBC Two-dramat The Line of Beauty 2006. Hon hade återkommande roller i Deadwood och gästspelade i Six Feet Under, Law & Order: Criminal Intent, The 4400, Dirty Sexy Money och NCIS.
2011 dök Krige upp i BBC:s sista säsong av Spooks och spelade den ryska dubbelagenten Elena Gavrik. Krige var också med i den sista säsongen av BBC-dramat Waking the Dead, 2011. Hon spelade rollen som Amira i den första och andra serien av Tyrant för F/X, och har nyligen[när?] arbetat för BBC med serien The Syndicate och Partners in Crime. 2016 spelade hon i Netflix mysterieserie The OA.
2015 mottog Krige Special Jury Award på International Film Festival for Peace, Inspiration and Equality i Jakarta, tillsammans med Andy Garcia och Jimmy Carter för sin insats i filmen Shingetsu, där hon spelar en krigstraumatiserad kirurg i Doctors Without Borders, mot Gunter Singer.
2017 spelade Krige huvudrollen som drottning Helena Charlton i den romantiska julkomedifilmen A Christmas Prince för Netflix. Hon repriserade sin roll i två uppföljare: A Christmas Prince: The Royal Wedding (2018) och A Christmas Prince: The Royal Baby (2019). 2020 spelade hon huvudrollen i den mörka fantasy-skräckfilmen Gretel & Hansel i rollen som The Witch. 2021 spelade hon huvudrollen i den psykologiska skräckdramafilmen She Will i rollen som åldrande filmstjärna. Krige fick positiva recensioner för sin prestation. Samma år spelade hon mot Max von Sydow i dramafilmen Echoes of the Past. 2022 medverkade Krige i slasherfilmen Texas Chainsaw Massacre för Netflix.

## Privatliv
Alice Krige gifte sig med författaren och regissören Paul Schoolman 1988.

## Filmografi i urval
| Titel                                                         | År      | Övrigt                  | Karaktär               |
| ------------------------------------------------------------- | ------- | ----------------------- | ---------------------- |
|                                                               | 1979    | TV-serie                | ??                     |
| A Tale of Two Cities                                          | 1980    | TV                      | Lucie Manette          |
| Triumfens ögonblick                                           | 1981    |                         | Sybil Gordon           |
| Gengångare                                                    | 1981    |                         | Eva Galli/Alma Mobley  |
| The Professionals                                             | 1982    | TV-serie                | Diana Molner           |
| Ellis Island                                                  | 1984    | (mini) TV-serie         | Bridget O'Donnell      |
| Wallenberg - historien om en hjälte                           | 1985    | TV                      | baronessa Lisl Kemeny  |
| Kung David                                                    | 1985    |                         | Bathsheba              |
| Mord och inga visor                                           | 1985    | TV-serie                | Nita Cochran           |
| Dream West                                                    | 1986    | (mini) TV-serie         | Jessie Benton Fremont  |
| Second Serve                                                  | 1986    | TV                      | Gwen                   |
| Barfly                                                        | 1987    |                         | Tully Sorenson         |
| Spies Inc.                                                    | 1988    |                         | Isabelle               |
| Baja Oklahoma                                                 | 1988    | TV                      | Patsy Cline            |
| Förtrollad sommar                                             | 1988    |                         | Mary Godwin            |
| See You in the Morning                                        | 1989    |                         | Beth Goodwin           |
| Max och Helen                                                 | 1990    | TV                      | Helen Weiss            |
| The Strauss Dynasty                                           | 1991    | (mini) TV-serie         | Olga                   |
| Amérique en otage, L                                          | 1991    | TV                      | Parveneh Limbert       |
| The Hidden Room                                               | 1991    | TV-serie                | Jennifer               |
| Sömngångare                                                   | 1992    |                         | Mary Brady             |
| Ladykiller                                                    | 1992    | TV                      | May Packard            |
| Beverly Hills                                                 | 1992    | TV-serie                | Anne Berrisford        |
| Judgment Day: The John List Story                             | 1993    | TV                      | Jean Syfert            |
| Double Deception                                              | 1993    | TV                      | Pamela Sparrow         |
| The Scarlet and the Black                                     | 1993    | (mini) TV-serie         | Madame de Renal        |
| Jack Reed: Badge of Honour                                    | 1993    | TV                      | Joan Anatole           |
| Sea Beggars                                                   | 1994    |                         | Fru                    |
| Sharpe's Honour                                               | 1994    | TV                      | La Marquesa            |
| Djävulens advokat                                             | 1995    | TV                      | Alessandra Locatelli   |
| Bibeln. Josef                                                 | 1995    | TV                      | Rachel                 |
| Institute Benjamenta, eller This Dream People Call Human Life | 1995    |                         | Lisa Benjamenta        |
| Hjärtlös jakt                                                 | 1995    | TV                      | Alice Stillman         |
| Star Trek: First Contact                                      | 1996    |                         | Borg Queen             |
| Hidden in America                                             | 1996    | TV                      | Dee                    |
| Amanda                                                        | 1996    |                         | Audrey Farnsworth      |
| Habitat                                                       | 1997    |                         | Clarissa Symes         |
| Twilight of the Ice Nymphs                                    | 1997    |                         | Zephyr Eccles          |
| Indefensible: The Truth About Edward Brannigan                | 1997    | TV                      | Rebecca Daly           |
| The Commissioner                                              | 1998    |                         | Isabelle Morton        |
| Familjeband                                                   | 1998    | (mini) TV-serie         | Louise                 |
| Welome to Paradox                                             | 1998    | TV-serie                | Aura Mendoza           |
| Deep in My Heart                                              | 1999    | TV                      | Annalise Jurgenson     |
| Molokai: The Story of Father Damien                           | 1999    |                         | Mother Marianne Cope   |
| In the Company of Spies                                       | 1999    | TV                      | Sarah Gold             |
| Becker                                                        | 1999    | TV-serie                | Sondra Rush            |
| The Little Vampire                                            | 2000    |                         | Freda Sackville-Bagg   |
| The Calling                                                   | 2000    |                         | Elizabeth Plummer      |
| Attila - Krigarfolkets härskare                               | 2001    | TV                      | Placidia               |
| Superstition                                                  | 2001    |                         | Mirella Cenci          |
| Vallen                                                        | 2001    |                         | Monique                |
| Star Trek: Armada II                                          | 2001    | Videospel (röst)        | Borg Queen             |
| Star Trek: Voyager                                            | 2001    | TV-serie                | Borg Queen             |
| Dinotopia                                                     | 2002    | (mini) TV-serie         | Rosemary Waldo         |
| Six Feet Under                                                | 2002    | TV                      | Alma                   |
| Drakarnas rike                                                | 2002    |                         | Karen Abercromby       |
| The Death and Life of Nancy Eaton                             | 2003    | TV                      | Snubby Eaton           |
| Frank Herbert's Children of Dune                              | 2003    | (mini) TV-serie         | Lady Jessica Atreides  |
| Threat Matrix                                                 | 2003-04 | TV-serie                | Senator Lilly Randolph |
| The Mystery of Natalie Wood                                   | 2004    | TV                      | Maria Gurdin           |
| Star Trek: The Experience - Borg Invasion 4D                  | 2004    | Hilton Hotel, Las Vegas | Borg Queen             |
| Shadow of Fear                                                | 2004    |                         | Margie Henderson       |
| Dynasty: The Making of a Guilty Pleasure                      | 2005    | TV                      | Joan Collins           |
| Deadwood                                                      | 2005    | TV-serie                | Maddie (2005)          |
| Silent Hill                                                   | 2006    |                         | Christabella           |
| Law & Order: Criminal Intent                                  | 2006    | TV-serie                | Gillian Booth          |
| The Line of Beauty                                            | 2006    | TV                      | Rachel Fedden          |
| The 4400                                                      | 2006    | TV-serie                | Sarah Rutledge         |
| Lonely Hearts                                                 | 2006    |                         | Janet Fay              |
| The Contract                                                  | 2006    |                         | Miles                  |
| Ten Inch Hero                                                 | 2007    |                         | Zo                     |
| Övertalning                                                   | 2007    |                         | Lady Russell           |
| Heroes and Villains: Napoleon                                 | 2007    | TV                      | Laetitia Ramolino      |
| Solomon Kane                                                  | 2008    |                         | Katherine Crowthorn    |
| Skin                                                          | 2009    |                         | Sannie Laing           |
| Trollkarlens lärling                                          | 2010    |                         | Morgana                |
| Jail Caesar                                                   | 2012    |                         | Pirat kapten           |
| Thor: The Dark World                                          | 2013    |                         | Eir                    |
| Partners in Crime                                             | 2015    | TV-serie                | Rita Vandemeyer        |
| The OA                                                        | 2016    | TV-serie                | Nancy Johnson          |